# Francisco Gomes de Amorim

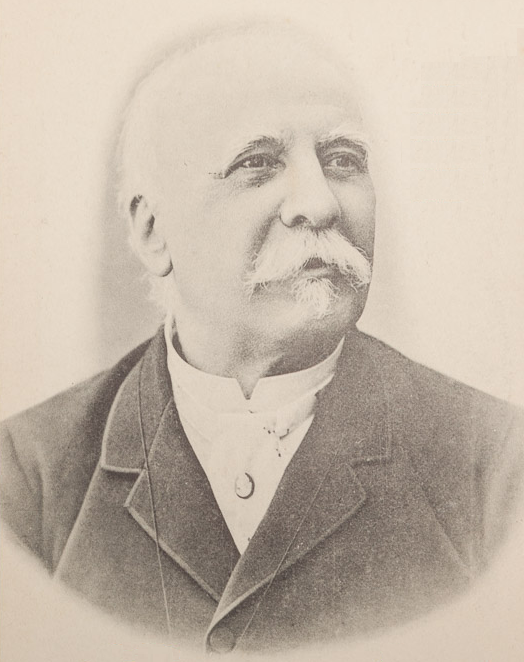
Porträt auf einer Postkarte, 1900er Jahre.

Francisco Gomes de Amorim (* 13. August 1827 in Averomar, Kreis Póvoa de Varzim, Portugal; † 4. November 1891 in Lissabon) war ein portugiesischer Schriftsteller. Der Vertreter der portugiesischen Romantik war als Romancier, Lyriker und Dramatiker tätig.

## Leben
Francisco Gomes de Amorim wurde als Sohn armer Landarbeiter geboren. Mit zehn Jahren wanderte er, in der Hoffnung auf ein besseres Leben, nach Brasilien aus. Er arbeitete zunächst in Pará bei einem Kaufmann, später war er als Handelsgehilfe und Kassierer in Belém, ebenfalls Pará, tätig.
Durch die Lektüre des Gedichtbandes Luís de Camões von Almeida Garrett wurde der Autodidakt erstmals mit Literatur konfrontiert und begann – davon angeregt – im Alter von 15 Jahren seine ersten Gedichte zu schreiben. Später verband ihn eine lebenslange und tiefe Freundschaft mit Almeida Garrett sowie mit Joaquim Pedro de Oliveira Martins. 
Sein Aufenthalt in Brasilien prägte ihn stark und floss auch mittel- oder unmittelbar in seine Literatur ein: Von den Indianervölkern am Amazonas erlernte er einige indigene Sprachen, er war von der Natur Amazoniens fasziniert und oft auch im Sertão (Hinterland) zu finden, um die dortigen Tiere und Pflanzen zu beobachten und zu erforschen. 
Nach seiner Rückkehr nach Portugal 1846 arbeitete er in diversen kaufmännischen Berufen, bevor er 1859 als Bibliothekar des Marineministeriums seine Lebensstellung erhielt. Während dieser Zeit begann er, regelmäßig an seinem literarischen Werk zu arbeiten, das der Romantik verpflichtet ist. Im Zuge der Europäischen Revolutionen 1848/1849 schrieb er mehrere politische Gedichte, die es so in dieser Form in Portugal noch nicht gab: A liberdade (Die Freiheit), A queda  da Hungria (Der Untergang Ungarns) und  Garibaldi über den italienischen Freiheitskämpfer. Die bekanntesten Magazine, für die er schrieb, waren O Panorama und Revista Universal Lisbonense. Sein Theaterstück Ghigi von 1852 war bei seiner Aufführung in Lissabon ein Erfolg und machte ihn in Portugal bekannt. Die Hauptthemen seiner Literatur waren neben Brasilien und der Sehnsucht des Exilanten, die Liebe und die Freiheit. 
In seinen späten Jahren widmete er sich der Herausgabe der Memoiren seines Freundes Almeida Garrett, die 1881 erschienen. Für sein Engagement für Almeida Garrett erhielt er den Premio Dom Fernando der Akademie der Wissenschaften von Lissabon. 1882 wurde er zum Mitglied der Académie royale des Sciences, des Lettres et des Beaux-Arts de Belgique gewählt.
Francisco Gomes de Amorim war mit Maria Luisa da Silva Barbosa verheiratet und Vater von sechs Kindern. Am Ende seines Lebens gehörte er zu den wenigen gesellschaftlichen Aufsteigern der portugiesischen Gesellschaft im 19. Jahrhundert.

## Werk (Auswahl)
- Ghigi. 1852, Theaterstück.
- Os Selvagens. 1852, Roman.
- Ódia de Raça. 1854, Theaterstück.
- O cedro vermelho. 1856, Theaterstück.
- Cantos Matutinos. 1858, Lyrik.
- Fígados de Tigre. 1857, Theaterstück.
- Efémeros. 1866, Gedichte.
- Aleijões sociais. 1870, Theaterstück.
- O remorso vivo. 1876, Roman.
- Frutas de Vario Sabor. 1876, Erzählungen.
- Amor da Pátria. 1878, Roman.
- Garrett. Memórias Biográficas. 1881–1884,  Almeida Garrett, Memoiren (als Herausgeber).